# アメリカ車

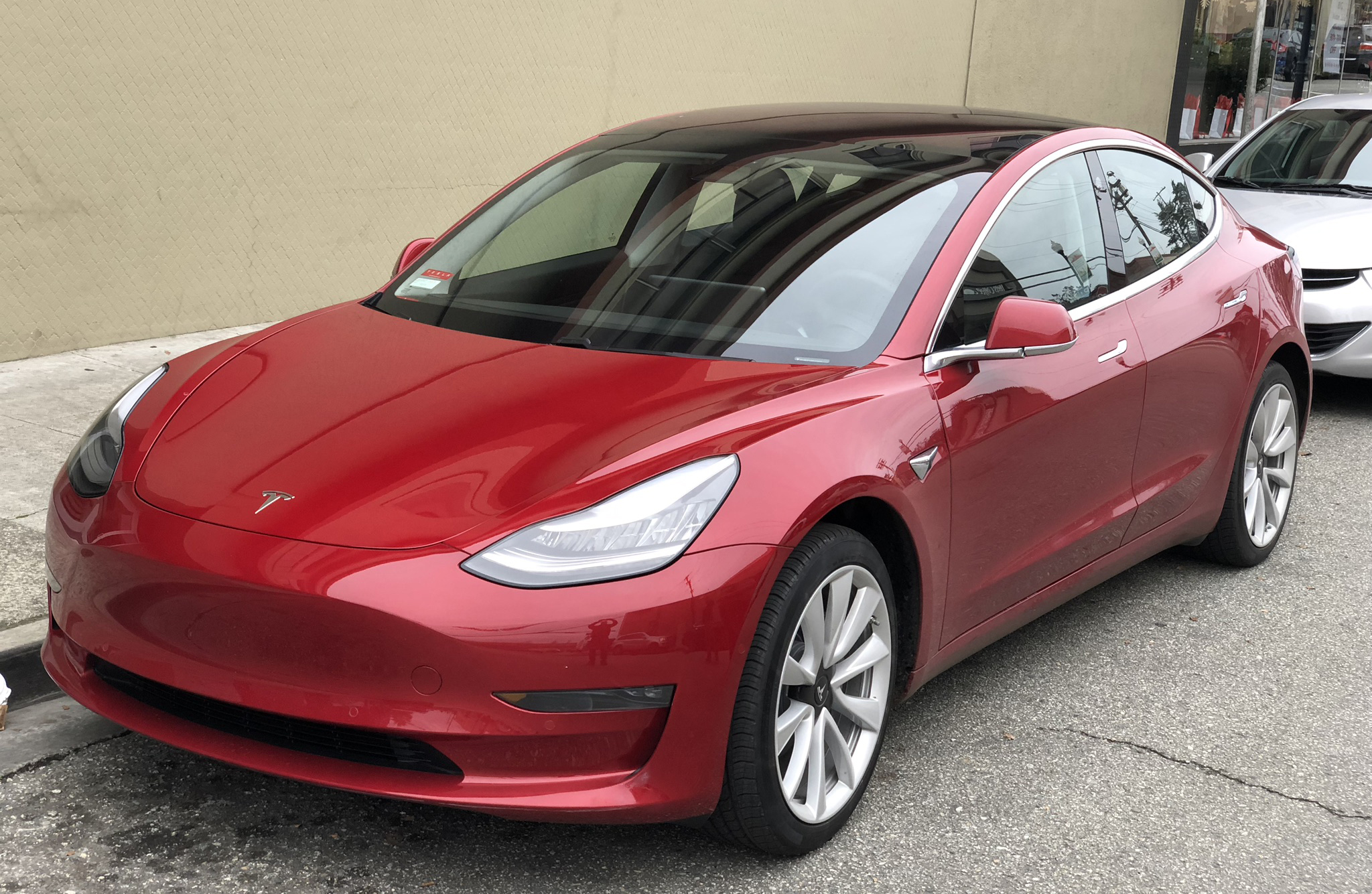
テスラ・モデル3

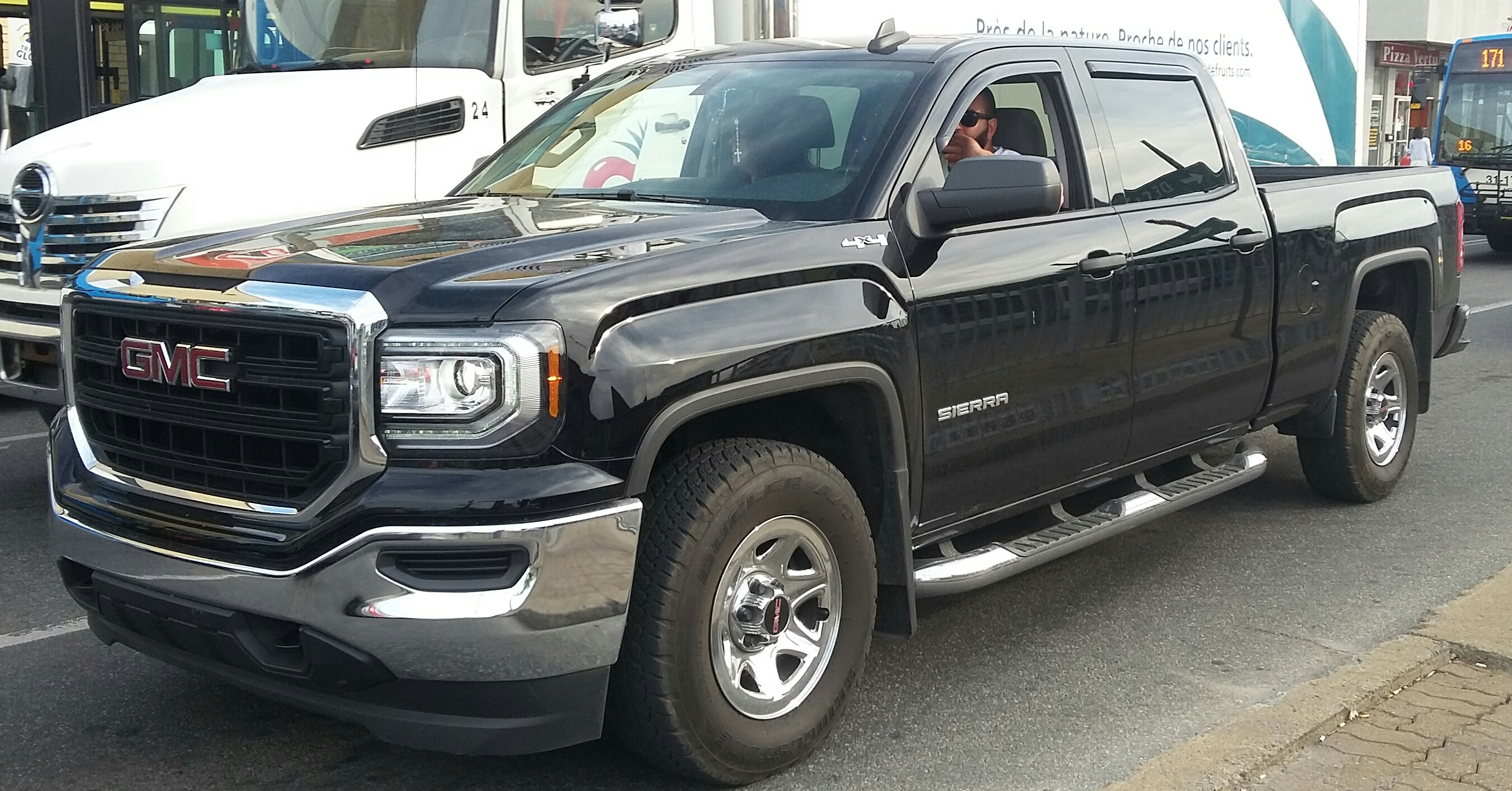
GMC・シエラ

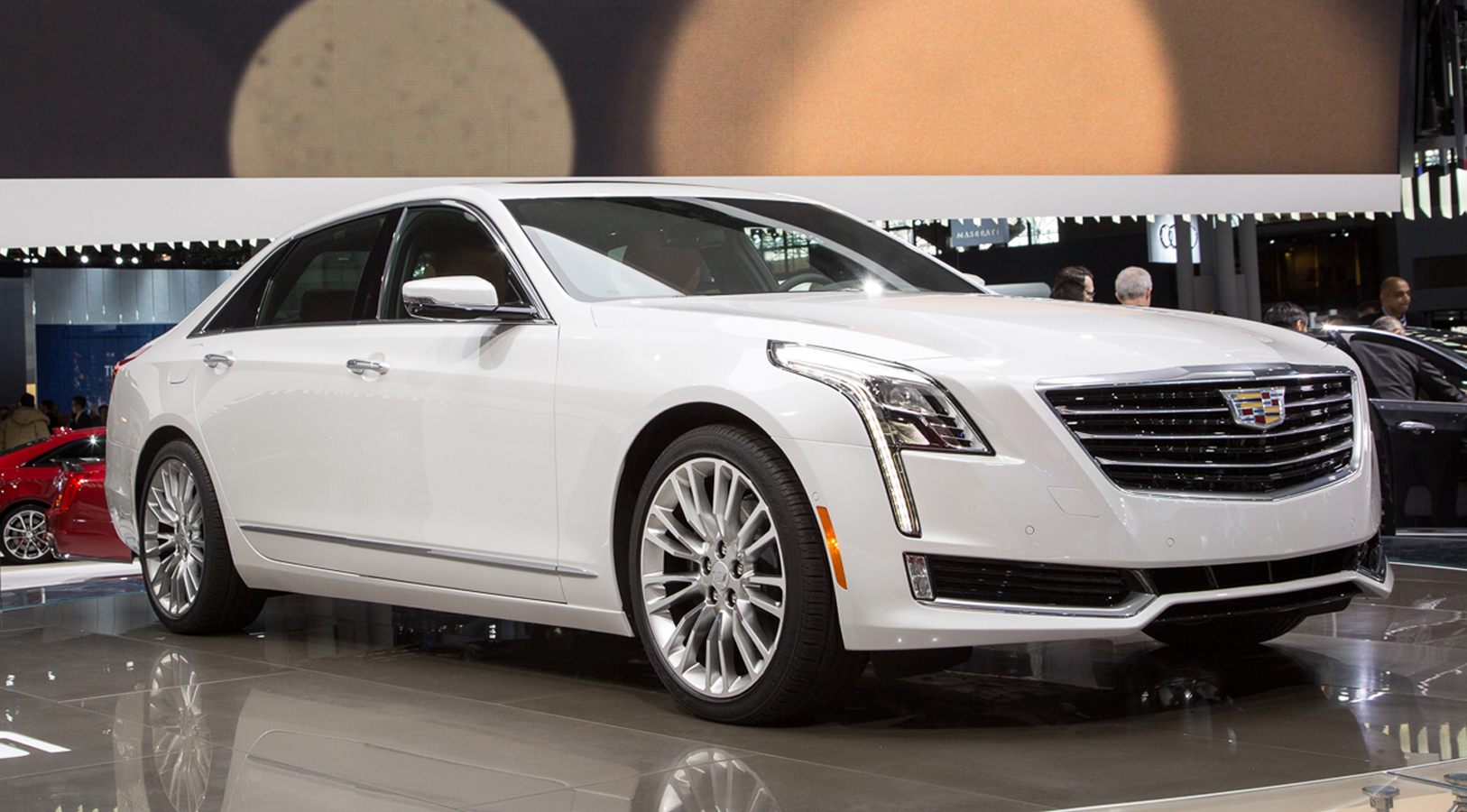
キャデラック CT6

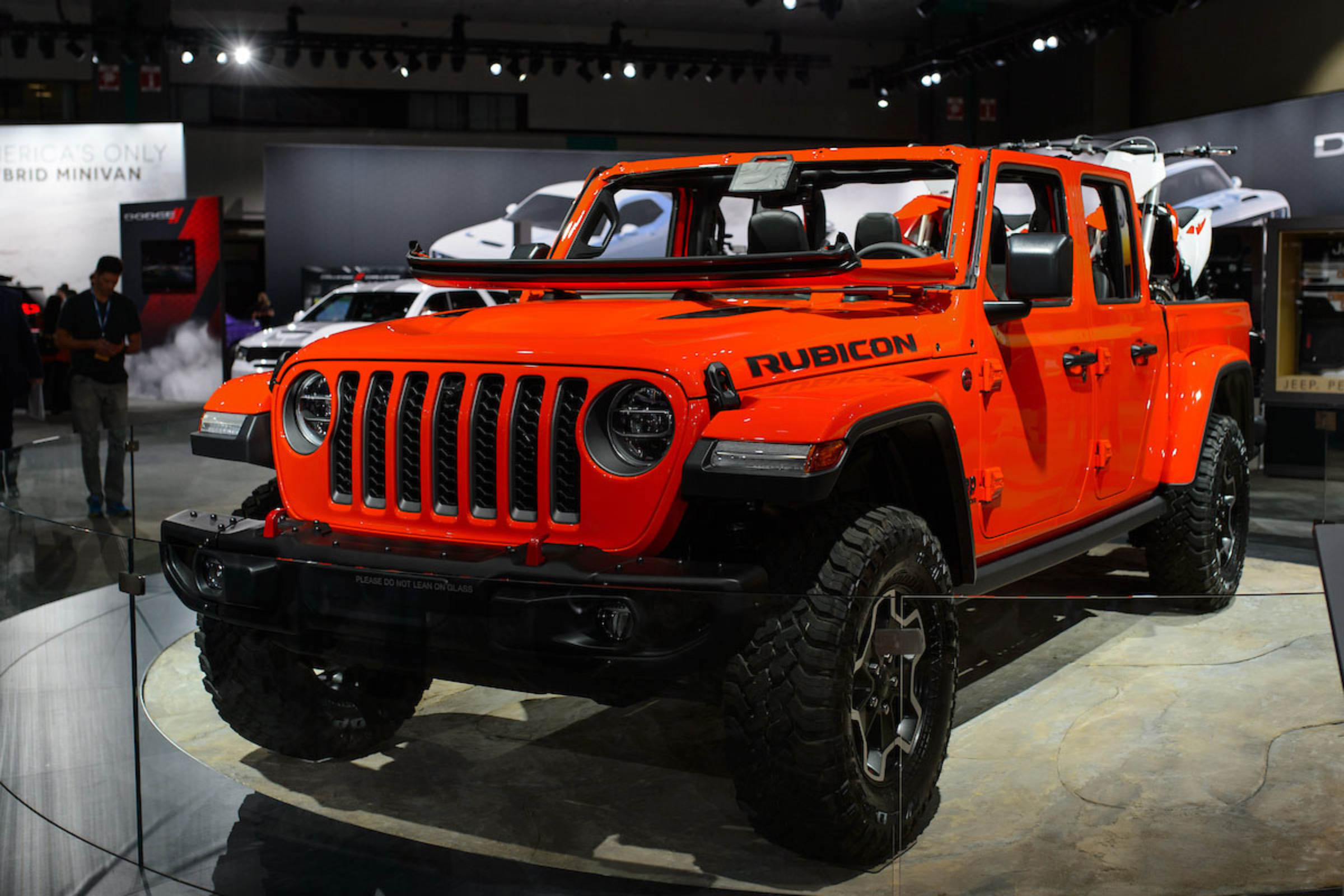
ジープ・グラディエーター

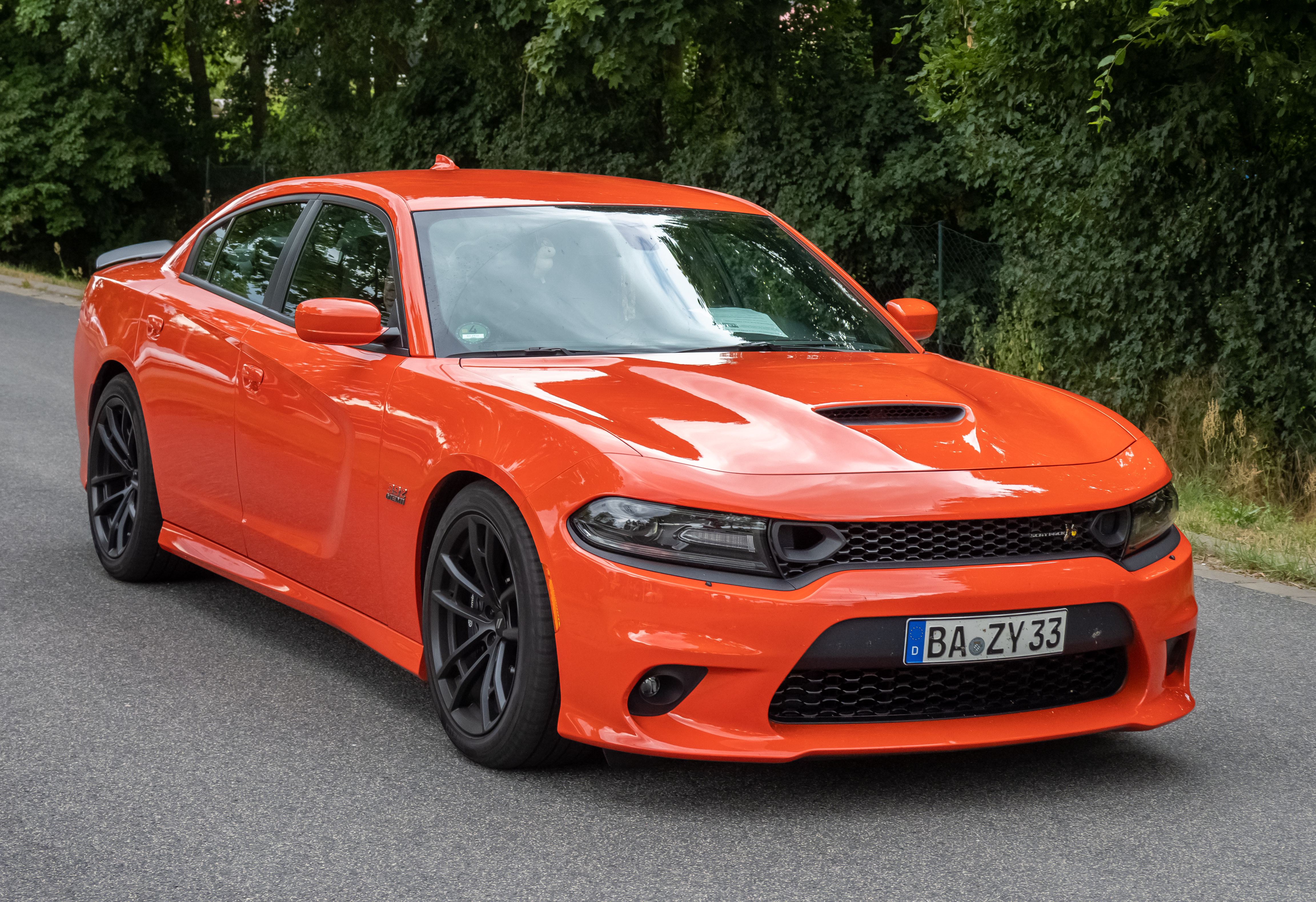
ダッジ・チャージャー

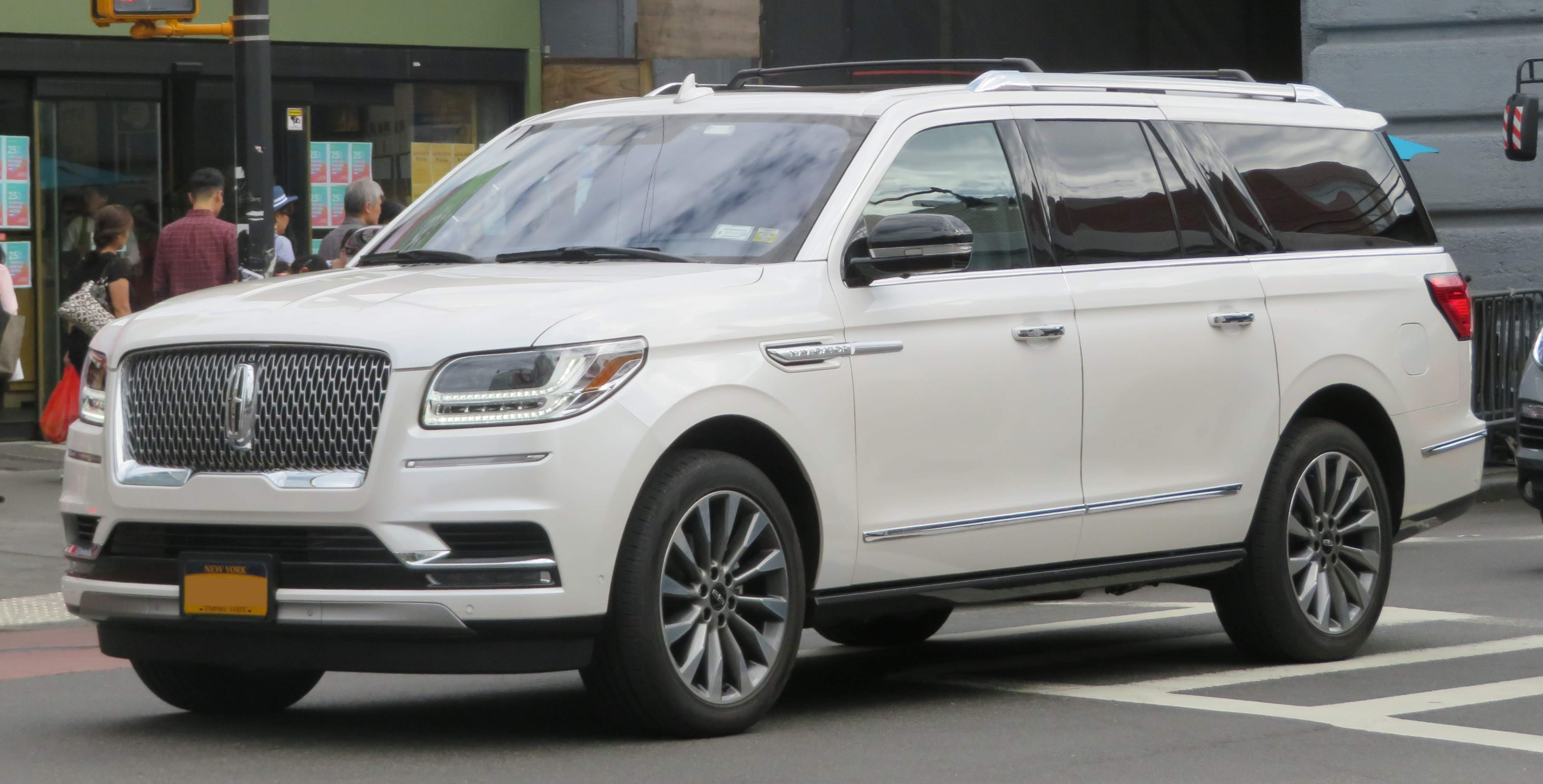
リンカーン・ナビゲーター

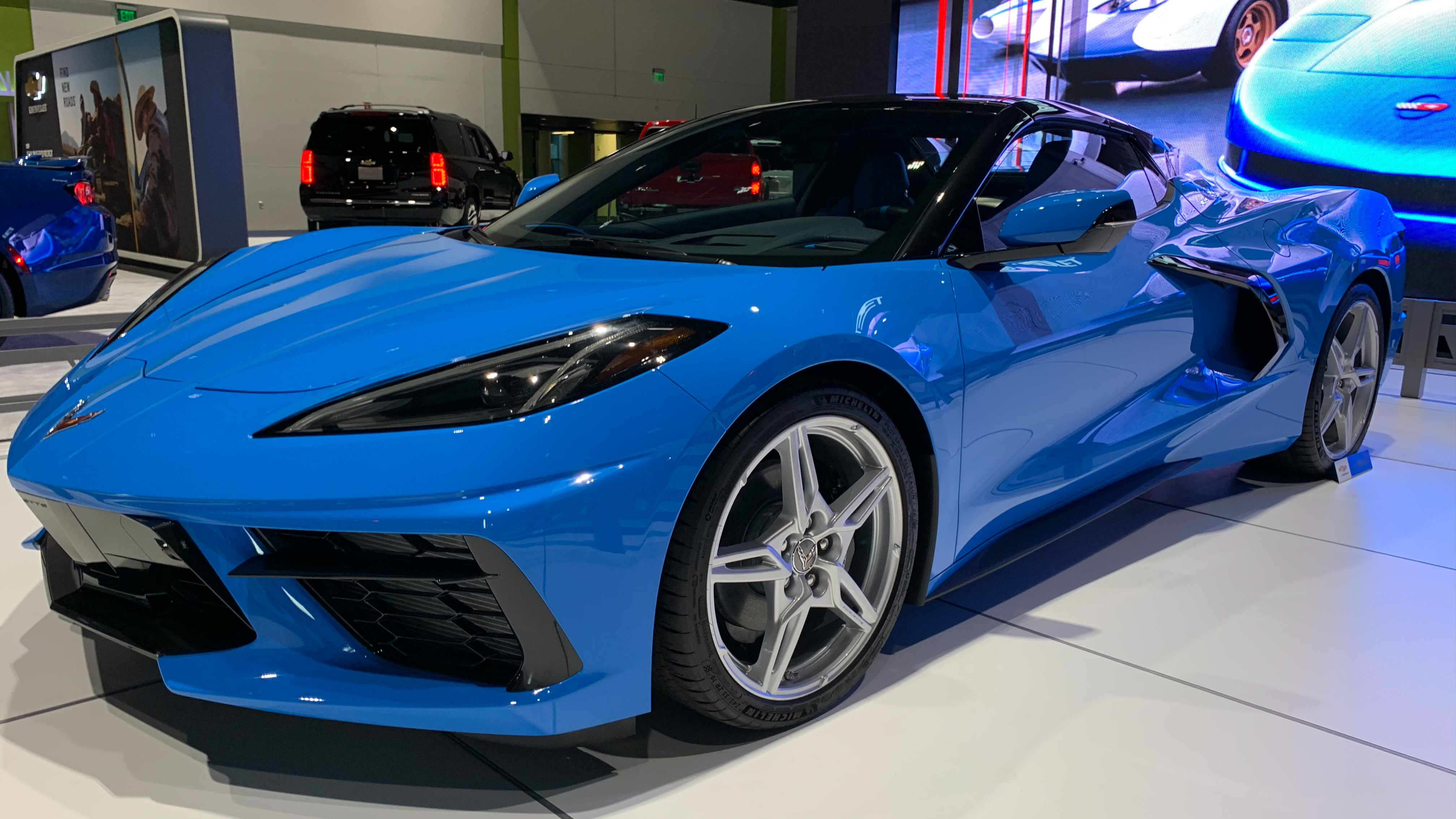
シボレー・コルベット

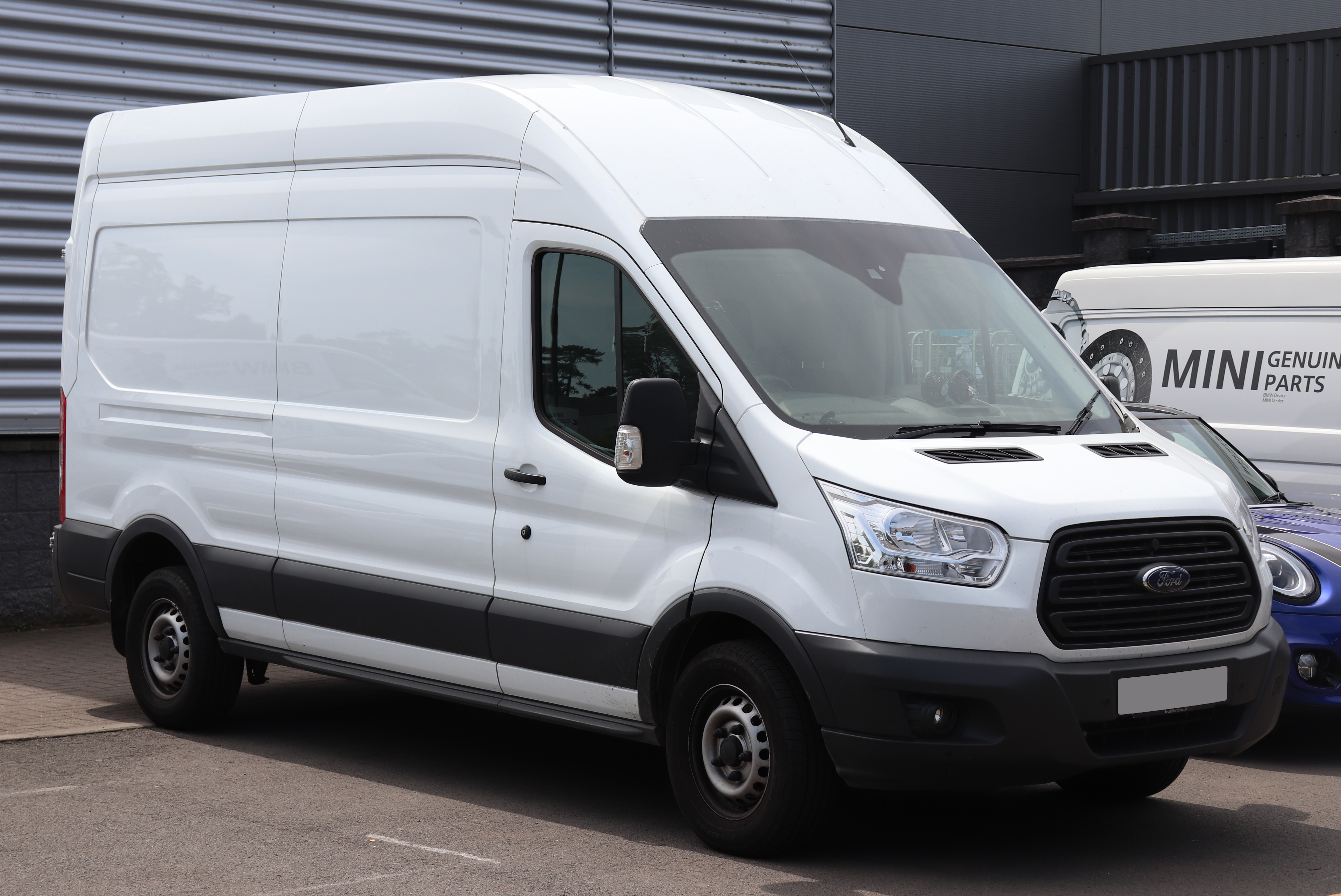
フォード・トランジット

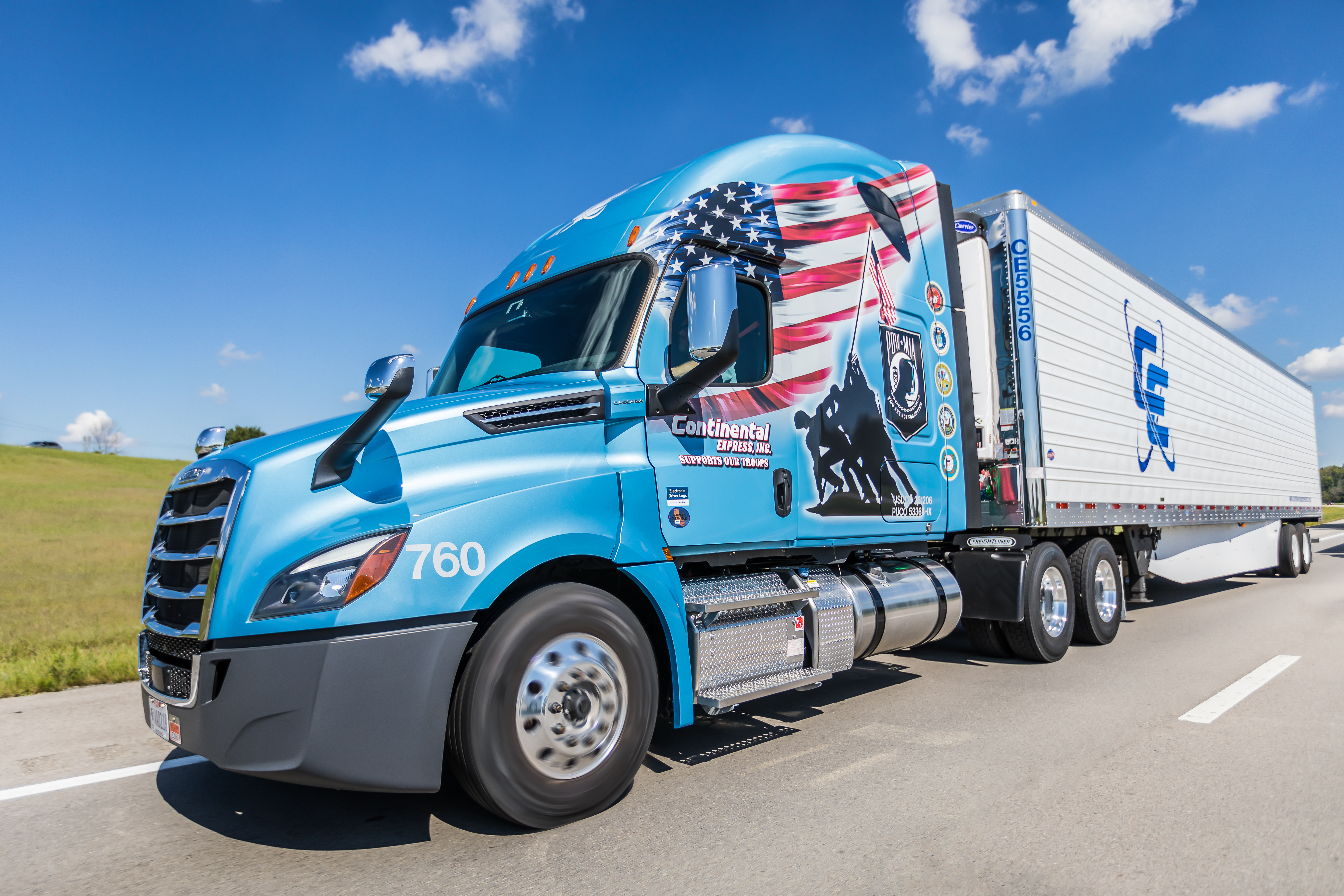
フレイトライナー・ニューカスカディア

アメリカ車（アメリカしゃ）とは、主にアメリカ合衆国の自動車メーカーが生産する自動車のことを指す。アメ車と呼ばれることもある。
ゼネラルモーターズ（GM）、フォード・モーター、Stellantis North Americaの大手3社を総称してビッグスリーと呼び、この他にテスラモーターズなど新興メーカーがある。

## 近年の傾向
アメリカ車は自動車産業創設以来、自国の発展に伴って世界の自動車産業の中心的存在として君臨し、特に第二次世界大戦後の四半世紀は世界の自動車産業を牽引し、その普及と発展に大きく貢献した。
しかし、1970年代初頭のオイルショックによるガソリン価格高騰と排出ガス規制により、アメリカのメーカーが得意としていたタフでパワーのある大排気量エンジンを積んだフルサイズカー（いわゆる大型車）には厳しい時代となり、世情に合わせてコンパクト化・省エネ化を目指すも、1970年代の終わりから1980年代初頭にかけて、この分野を得意とする日本車や西ドイツ車をはじめとする欧州勢にシェアを侵食されていった。
また、この頃のアメリカは、研究開発や設備投資など、すぐには利益に結びつかない長期的視野に立った経営戦略よりも、株主視点で目先の利益確保に邁進する経営手法が席巻しており、これに加えて全米自動車労働組合（UAW）との馴れ合いによる慢性的高コスト体質（世界最高水準の人件費、手厚い年金・医療などの福利厚生）と品質の低下、自国市場の独自性、規模の大きい内需に甘えた世界のトレンド（小型化・パッケージングの効率化・安全性・信頼性・ダウンサイジングコンセプト・燃費向上に重きをおいた商品展開、など）とかけ離れた商品展開等が重なり、徐々に都市部を中心に、世界はおろか、自国ユーザーからも見放されていった。この時代はマレーズ時代と呼ばれる。
1970年代 - 1980年代前半にかけて、米国自動車産業は巨大な自国市場を頼りにするものの、世界展開には消極的であり、自身の庭とも云える自国市場のパイを歴史上はじめて外国車勢に奪われかねない厳しいシェア競争時代に突入していった。
米国内での小型車開発が不調であったビッグスリー各社は、業務提携先に開発を委託する道を選んだ。
GMは以前から資本援助を行っていたオペルといすゞに世界戦略車の開発を命じ、自社でもサターンを立ち上げたほか、GMからのオファーという形でスズキとの提携・合弁を果たし、GEO や CAMI で一定の成功を収めた。
「現地主義」で知られるフォードは、当初から欧州フォードが小型車を開発できる能力を有していたが、それとは別に、新たに傘下となったマツダを北米と環太平洋向け小型車開発の拠点とした。
クライスラーは三菱車と三菱製バッジエンジニアリング車の販売を経て、合弁企業のダイアモンド・スター・モーターズを設立して成果を残したほか、アメリカン・モーターズ（AMC）を買収し、その小型車と、AMC に資本参加していたルノーの小型車を引き続き販売したが、これらは収益の柱となるほどではなかった。
ビッグスリー各社は業績回復を追い風にこれまで前向きでなかった設備投資にも積極的に投資をするようになり、これによって1990年代前半から2000年代にかけて瞬く間に技術開発が進み、アメリカ車は他国に引けをとらない世界的な技術水準に到達することができた。
しかし、それは相変わらず自国市場で人気のある分野（フルサイズのピックアップトラックやSUV、セダン）に限られており、一台辺りの利益率が低い小型車の研究開発には消極的であった。このことは自国市場が好景気のときは上手くいっても、いったん景気が後退し、自国市場で特に大型乗用車の売れ行きが冷えた局面では厳しいものとならざるを得ない様相を含んでいた。
その後、2006年のサブプライムローン問題に端を発する、アメリカ不動産バブル崩壊、翌年のリーマン・ショックによる自国市場の急激な縮小（世界金融危機）が襲い掛かると、雇用情勢の悪化、破産件数の増大、等を招き、石油価格の高騰も重なって再びリーズナブルで燃費の良い小型車に需要が集まることとなった。
ビッグスリーは、販売台数こそ漸減傾向に過ぎなかったものの、利益率の高い中級・高級車を中心にキャンセルが相次いだ。ビッグスリー各社は、自動車ローンの延滞や焦げ付き、金融子会社・自動車リース事業の破綻、高コスト体質（改革は頓挫し結局改善されなかった）に苦しみ、財務内容は急激に悪化していき、巨額の損失を計上し経営危機に陥った。フォードは自力で生き延びたものの、GMとクライスラーは連邦倒産法第11章の適用申請、事実上の国有管理下となり、アメリカ合衆国連邦政府援助の下、復帰を果たすことになった。
クライスラーはUAW VEBA（全米自動車労組傘下ファンド）（67.69 %） 、フィアット（20 %）、アメリカ合衆国連邦政府（9.85 %）、カナダ政府 (2.46 %)から資本の援助を受けた。アメリカ合衆国連邦政府は、ビッグスリーを破産解消させる意思はないとされ、再生に必要な資金援助を積極的に行い、再生プログラムを展開中である。
これら資金援助を糧に、新車開発や設備投資も積極的に行っており、顧客へのサービス面でも大きな支障を来していないなど、日本国内で一般に考えられているほど危機的状況にあるわけではない。ビッグスリーはハイブリッド型乗用車を得意とする日本車勢に対し、次の時代に来るであろう完全電気自動車の時代での巻き返しを狙っていると伝えられている。

## 米国の国別新車輸入台数（2024年）
アメリカ商務省のデータによると、米国の国別新車輸入台数は下記の通りである。トランプ政権で国務長官のルビオ氏は「世界貿易で同盟国によるアメリカへの不当な対応を私たちはこれまで大目に見てきました。冷戦中は同盟国の国々が豊かになって繁栄することをアメリカが望んだからです。しかし今、それは変わらなえればなりません」。
| 順位 | 国籍     | 台数    |
| ---- | -------- | ------- |
| 1位  | メキシコ | 296万台 |
| 2位  | 大韓民国 | 153万台 |
| 3位  | 日本     | 137万台 |
| 4位  | カナダ   | 106万台 |
| 5位  | ドイツ   | 44万台  |

全ての輸入車に25%の高い関税をかけることによって、アメリカ車の復活を図ることをトランプ政権は強く望んでいる。

## 特徴

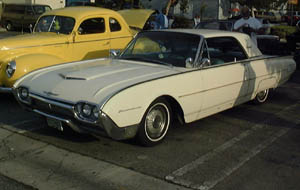
1960年代のアメ車の例（フォード・サンダーバード）

アメリカ車は、広大かつ様々な気象・地理的条件の違いを持つ都市間移動の長距離走行を念頭においているため、全般的にボディサイズは大きく頑丈に作られている。
また州間高速道路を筆頭とするハイウェイでの高速巡航と、荒れた舗装路が中心で時に未舗装区間の出現すら珍しくはない田舎道における悪路走破性という相反する要求を両立させるため、タフな車体に大排気量エンジンを搭載し、比較的高めの車高、偏平率の大きなタイヤ、（荒い路面からの衝撃を和らげ長距離走行にも適した）ソフトなサスペンションが組み込まれている。
そのため、一般的なアメリカ車の印象は（アメリカ映画の影響も多分にあるが）、燃費が悪く小回りが利かないが、少々手荒に扱っても動いてくれる、タフで大きな車といったイメージが強い。
デザインについては、1960年代までを除き、概して上級セダン並びに大衆車は大柄で直線主体、アメリカ人らしい実用性を重視したスタイルを踏襲している一方で、SUVやバン、スポーツタイプになると、アメリカ人の趣味性が生かされ、量感あふれるマッチョなスタイル、曲線を大胆に取り入れたコークボトル（コカ・コーラの瓶）スタイルなどグラマラスなボディーが支持され、これらのスタイルと大排気量エンジンとの組み合わせは、いかにもアメリカンテイストを象徴するものとなっている。
販売サイクルについては、随時必要に応じてモデルチェンジを行う日欧とは異なり、毎年のように変更を行うモデルイヤー制をとり、毎秋に各社いっせいにニューモデルが発表される。
ある意味においてアメリカ車とは対極に位置する日本の軽自動車、その作り手の第一人者であるスズキ会長の鈴木修は、1981年のGMとの提携時に「GMは鯨で我々は蚊である。メダカであれば鯨に飲まれてしまうが、蚊であればいざというときに空を飛ぶこともできる」と述べた。また、28年後の2009年にGMが破綻し、スズキとの提携関係が解消された際には「GMは我々に車作りを1から教えてくれた先生であった」とも述べて謝意を示しており、これらの言葉に上記のような特徴を備えるアメリカ車と、非力ながらも小柄で小回りが利き、エンジンの信頼性と燃費向上を積み重ねていく事で発展を遂げてきた日本車（軽自動車）との特徴の違いが端的に示されている。

### サイズ、排気量
1950年代半ば以降、特に排気量やボディサイズが欧州車や日本車などと比べて大きなものが多い。中でもパワーウオーズが始まる1955年前後〜1970年代までのアメリカ車は、現在よりはるかに大きくテールフィンやフロントマスコット、高価なクロームメッキの多用など派手なデザインをした車が主流であった。
その後、オイルショックを経て、多くの車種でダウンサイジングが進み、一方で日本車は、国際化の中で輸出専用モデルとして開発された車種が、自動車税改正や物品税廃止などの追い風を受けて、国内販売を開始したり、より快適な居住性を求めて、徐々に大型化していったことから、現在のアメリカ車は、日本のハイエンドクラスと同程度のサイズ（排気量を含めて）となっているものも少なくない。
エンジンはV型8気筒がポピュラーで、日欧の自動車メーカーの中・上級ラインナップでは6気筒（直列6気筒およびV型6気筒）エンジンが普通でよほどの最上級モデルでもなければV型8気筒が載らなかった時代に、アメリカ車は安価な大衆モデルにさえオプションでV型8気筒エンジンを選択可能としていた。オプションとしてV型8気筒が選択される割合が圧倒的に高くなった結果、逆に6気筒がオプション選択になってしまった大衆車も少なくなかった。
アメリカで大排気量のV型8気筒が好まれてきた背景には、複数の理由が存在する。アメリカの法制度には、日本の自動車税に相当する排気量に直接かかる税金が存在しないため、モアパワーの要求は必然的により大きな排気量という図式となり、1950年代から1970年代にかけてのフルサイズ全盛期には排気量は最大で8.0 L以上にまで達した。
また、モアパワーの要求があってもアクセルレスポンスの良好性も消費者は求めていたため、1970年代から1980年代に日本車で見られたような、過給機を装着しての仮想排気量アップという手段はターボラグによるアクセルレスポンスの弱さがネックとなり、一部の小排気量車を除いてそれほど積極的に行われなかった。
アメリカ車に搭載されているV型8気筒エンジンは、動弁機構の構造上カムシャフトが1本で済むOHVが多い。OHVは、シリンダーヘッドを小さくまたムービングフリクションを少なくでき、排気量の割に軽量コンパクトにすることが可能で、エンジン回転の初期擦動ロスが小さく通常回転からの加速性に優れ、特に発進時の加速感において出足の良い特性をもつ。
非日常的な高回転域での効率的な高出力を追求するよりも、日常的な回転域でのトルクや加速性を重視したパワフルな走り、これらOHVエンジンの美点を生かしたアメリカ車はSUVやバン、スポーツタイプを中心にいまだアメリカでは根強い人気を誇っている。
V型8気筒というレイアウトが最終的にアメリカ車の主流の地位を獲得した背景には、その優れたエンジンの振動バランスも影響した。第二次世界大戦以前から、アメリカ車では比較的緩い自動車規制にも助けられ、今日存在する様々なエンジン形式が比較検討されてきたが、その中で1915年にキャデラックとピアレスは90度のシリンダーバンクを持つV型8気筒エンジンにクロスプレーンと呼ばれる形状のクランクシャフトと、4サイクルエンジンの2回転720度の回転工程内に90度間隔で点火工程を配する点火順序を併用することで、エンジンの振動をほぼ解消できることを発見した。このような形式のV型8気筒エンジンは優れたバランスと同時に、ゴボゴボともボロボロとも形容される特徴的な（バブリーサウンドとも呼ばれる）排気音を持つ。
キャデラックは第一次世界大戦直後の1923年、ピアレスは1924年にこのクロスプレーン式90度V型8気筒エンジンの量産市販を開始しており、今日までこの形式はアメリカ車のエンジンの標準形として踏襲され続けている。一方、日欧の一般的な大衆車に多くみられる直列4気筒エンジンやそれ以下の気筒数のエンジンにおける振動対策は、1974年の三菱自動車工業のサイレントシャフトの実用化を待たねばならなかった。
アメリカではこのようにエンジンの理想形ともいえるクロスプレーン式90度V型8気筒エンジン一辺倒になってしまった結果、エンジン開発競争において他国に比べ90度V型8気筒エンジン以外での研究開発で後れを取るようになってしまった。やがてドイツ車や日本車をはじめとする外国車が様々なバリエーションの高性能エンジンを搭載した乗用車を米国市場に投入するようになると、ビッグスリーは苦戦を強いられた。
アメリカ車の燃費は、近年では同排気量、同等の車両重量の欧州車や日本車に比べると良好なものも少なくない。これは米国政府が1970年代のオイルショックをきっかけに、メーカー別燃費基準（CAFE）を行っているからといわれている。車種によっては、日本での実燃費を同年式カプリス（5.7 L）と1990年代以降飛躍的に燃費性能が向上したメルセデスベンツS500（V8 5.0 L）を比較すると、カプリスの方が燃料消費量は多いこともある（ただしメルセデスベンツS500はハイオクガソリン、カプリスはレギュラーガソリン）。
現在は各社ともに車両・エンジンのダウンサイズ化が進んでおり、中でもフォードの「エコブースト」(EcoBoost)は欧州でも高い評価を得ている。また、フォード・マスタングやシボレー・カマロのように、大型スポーツカーにも直列4気筒ターボエンジンを搭載したモデルが設定されるようになっている。

### 性能
1980年代以前、200 km/h以上で巡航できる市販乗用車は、欧州ではメルセデス・ベンツ、BMW、ポルシェの上級モデルや、フェラーリやランボルギーニに代表されるスーパーカーに限られていた時代、アメリカではスモールブロックと呼ばれる比較的小排気量のV型8気筒エンジンを搭載したモデルでさえ、それが可能であった。しかし、それらは十分な最高速度性能を望めないギア比であり、かつ大型で空力的にも不利なボディ形状であった。
アメリカ車はトップギアが低めのギア比であっても、エンジンをレッドゾーンまで回しきれるようにセッティングすることで、大衆車であっても200 km/hに迫る最高速度を出すことを可能としていた。これは、振動が少なく余裕のある排気量から繰り出されるトルクや、高回転まで回りやすいV型8気筒エンジンならではの利点であった。この点は200 km/h以上で巡航するためにトップギアでレッドゾーンまでしっかり回しきれるよう、ターボチャージャーなど様々なチューニングを施さねばならなかった他国車両との明確な相違点でもあった。
当時のアメリカ製V型8気筒エンジンはその性能から他国のスポーツカーにも用いられる事があり、クライスラー製7,000 ccエンジンを搭載したイタリア製高級GTのイソ・リヴォルタ・グリフォが300 km/hの世界最高速度を一時豪語するなど、この時代、こと走行性能に関してはアメリカ製V型8気筒エンジンを搭載した車に追随する車が存在しない、いわゆる「アメ車黄金時代」が続いた。
1970年代に入り、有鉛ガソリンの使用禁止によるオクタン価の低いガソリンへの対応として圧縮比を下げたことと、排ガス対策に伴うパワーダウンへの対策で、アメリカ車は一層の大排気量化がすすんだ。当時は電子制御などの技術が未熟であり、排気量増大がパワーアップの手段として最も現実的であった。
しかし1970年代の終わりになると、オイルショックと厳しい排気ガス規制が壁となって立ちはだかり、業績を悪化させたビッグスリーは利益を上げるために経営方針を転換せざるを得なくなった（赤字は経営陣の進退に関わるため早急な黒字化が必要であり、長期的視野に立った研究開発・設備投資よりも早急な黒字化、つまり短期利益追求姿勢への転換）。このため、徐々にアメリカ車は「性能が悪くなった」との悪評が目立つようになっていった。
この件に関しては、かつて圧倒的な出力を誇っていたアメリカ製V型8気筒エンジンが、マスキー法による厳しい排出ガス規制のあおりを受けて大幅な出力低下を招いたこと、大衆車クラスの徹底したコストダウンによる著しい品質低下、連邦自動車安全基準と呼ばれる安全基準に適合させるための大幅な車両重量増加などが主因として挙げられる。
車両デザインでも、1930年代には空力特性重視を全面に打ち出したクライスラー・エアフローといった先進的な車両を登場させており、トヨダ・AA型乗用車など各国の乗用車のデザインに大きな影響を与えていたが、1960年代初頭からは元来は航空機において超音速を得る目的で、NACAが提唱したコークボトル・スタイルを積極的にマッスルカーのデザインに採り入れ始めた事により、それまでの箱形の車体よりも優れた空力特性を得ることにも成功した。
アメリカのストックカー最高峰のNASCARでは、大型のエアロパーツを装着したエアロ・ウォーリアと呼ばれるレース専用車両が台頭し、市販車とは全く異なる構造のパイプフレームボディが登場する1969年までは市販車両そのままのボディが用いられていたが、コークボトルデザインにカムテールの概念を採り入れた、ファストバックスタイルの2ドアハードトップが全盛となった1960年代末には、デイトナ500予選での平均周回速度(純粋な最高速度ではない)は、300 km/hを越える超高速周回が行われる状況となっていた。
アメ車メーカー各社がストックカーやドラッグカー文化を強く意識した「レースに勝つためのデザイン」を真摯に追究していたこの時期のデザインも、1970年代初頭の日本車にも大きな影響を与えているが、日本ではアメリカのようなストックカー文化が根付くことはなく、70年代後半には日本市場のトレンドが欧州車のデザインに移り変わったこともあり、その後はかつてほどの影響力を及ぼすことはなくなって現在に至っている。
最近の自動車にほとんど採用されている、オートマチックトランスミッションやパワーウィンドウなどの自動化機構は、ほとんどがアメリカの産物と言われている｡1950年代後半にはすでに､クルーズコントロール、エア・サスペンション、パワードアロック、オートロニック・アイ・ヘッドライト減光装置、パワー・シート、エアコン、パワー・トランク等々が登場していた。
また、現在ほぼ全ての自動車に排ガス対策機器として装着されているPCVバルブは、1960年代に光化学スモッグ対策としてアメリカ車に全車装着が義務付けられたことに普及の端を発する。
東洋工業（現・マツダ）がロータリーエンジンのマスキー法への適合に利用したサーマルリアクターは、元々は1966年にエアインジェクションリアクターとしてアメリカ車に搭載されたエアポンプ式二次空気導入装置である。1970年代からはチャコールキャニスターのあらゆる車両への装着も義務付けられ、これはホンダ・スーパーカブなどの小排気量輸入オートバイであっても例外ではなかった。
燃費を重視した車体作りも早くは1960年代中盤から始まっており、通常モデルで10:1などの高圧縮比のエンジンを8.5:1などの低圧縮比としてレギュラーガソリンの利用を許容した上で、スポーツモデルで4.33などの最終減速比を2.05など極端にハイギアードとすることで燃費とランニングコストを稼ぐエコノミーモデルが散見された。
アメリカ車はそれまで機械式のマグネトーやポイント式ディストリビューターが当たり前であった点火装置の電子制御化にもいち早く取り組んだ。今日のダイレクトイグニッションの先駆ともいえる自動車用のCDIはすでに1960年代には登場しており、ディストリビューター自体のフルトランジスタ化や、イグナイターやECUなどでの点火時期の電子制御といった改良も、1970年代末ごろまでにはアメリカ車では一般化したものとなっていた。ECUの信号規格標準化にも積極的に取り組み、アメリカ車においては1996年までには全メーカーがOBD2準拠のECUへの移行を完了している。
しかしながら、これらの改良は時として訴訟大国であるアメリカ社会におけるエクスキューズとしての意味合いがあった面も否定できない。事実としてはPCVバルブの実効性が連邦大陪審で認められて以降は、三元触媒などの抜本的な対策機器の開発研究はそれほど進まず、マスキー法への適合を本田技研工業のCVCCや東洋工業のAP対策型ロータリーエンジンに先取りされてしまったことや、その後も厳しさを増す排ガス規制の中で90度V型8気筒エンジンのアメリカ車がパワーダウンに苦しむ中、他国の車両は電子制御式燃料噴射装置や過給機などの改良により、排出ガス対策とパワーアップの両立という難題をクリアしていった点が挙げられる。

### 単位・表示
アメリカ車で用いられるカタログスペックやメーター類の単位は、アメリカ合衆国連邦政府がヤード・ポンド法を採用しているため、例外なくマイル、ポンド、ガロン、インチである。そのため、日本などメートル法単位の国でアメリカ車を運用する際、速度メーターにメートル法表記への改修が施されていない場合は、速度誤認の可能性が生じるため、特に注意が必要である。なおマイル毎時表示の速度計それ自体には、車検の上での問題はない。
アメリカ車のエンジンのみに見られる独特の表記法として、総排気量を立方インチ(キュービックインチ、CID)で表すものが挙げられる。アメリカ車のエンジンはメーカーや部門内で共通するシリンダーブロックのボアアップを繰り返して発展を遂げてきたため、日本車や欧州車のように排気量が開発された順にエンジン系列番号を割り振るのではなく、エンジン開発メーカー・立法インチによる排気量表記・エンジン形式の順で呼び表すことが多い。
例えばポンティアックの7.5 LのV8の場合、ポンティアック455CID V8と呼び表す。これにより同社の350CID V8エンジン(5.7 L)よりも排気量が増えていることが容易にわかり、他社のV8エンジンとの比較もより直感的に行えるようになっているのである。近年ではメーカー公式では立方インチのみによる表記はあまり用いられなくなり、諸外国製エンジンにならってエンジン系列ごとのペットネームや系列番号を与える例も増えているが、立法インチにより排気量の大小を呼び表す慣習は、市井ではエンジン形式の別なく現在も継続して行われている。
燃費の計測法も、アメリカ合衆国ではマイル/ガロンであり、目的地までの距離やガソリンスタンドでの小売り数量も全てこの単位の元で計測されるため、日本の基本的な計測法であるキロメートル/リットルのものとは日常生活における燃費の感覚自体が全く異なることにも留意する必要がある。
アメリカ車の年代ごとのカタログスペックを見る場合、日本車では1987年ごろから切り替えが進められた馬力・トルクのグロス表記からネット表記への移行が、アメリカ車では1970年ごろを境に行われている事や、ほぼ同時期にアメリカ本土でのガソリン無鉛化の推進に伴い、ほとんどの車両の圧縮比が大きく引き下げられている事によって、この時期を境に見掛け上非常に大きく出力が下がっている傾向があることも知っておく必要がある。
1970年以前のエンジンは、低価格帯の普及エンジンや燃費を特に重視したセッティングをされているものを除いて、圧縮比は10.5:1を超えるものが主流であり、この時期までのものについてはほぼ例外なく有鉛ガソリンの利用を前提としたものであった。1970年ごろを境にスポーツエンジンでも圧縮比が8.5:1から7.5:1などに大きく引き下げられたことで、無鉛レギュラーガソリンに対応できた代わりに出力も大きく落ちている傾向があるが、表記法の変更が重なったことにより実出力の変化以上にさらに大きく出力表記が下がってしまったのである。しかしこの時期のエンジンでも排ガス対策機器の取り付けや、点火装置の近代化などの改良がおこなわれている以外は、基本構造は有鉛ガソリン時代とそれほど大きく変わってはいないため、カムシャフトやピストンを交換することで比較的容易にフルパワーを取り戻すことが可能であった。

### 品質
「アメリカ車は品質が悪い」といわれることもあるが、これは1970年代のオイルショック以降、苦境に立たされたビッグスリーが、オーバースペック・オーバークオリティにあたる箇所を徹底的に洗い出し、黒字化のため無茶ともいえるコスト削減に努め、コストと故障率を天秤にかけた短期利益最優先の経営手法を導入したころから見られるものである。むしろ1930年代〜1970年前後くらいまでのアメリカ車は、その時代としては高度な大量生産技術と原材料水準の良好さによる高い品質を備え、材質自動車業界で初めてメンテナンスフリー化を導入するなど、世界でもトップクラスの製造品質を誇っていた。
海外では見向きもされなかった安物の日本車はアメリカ車の品質を目標にして徐々に向上させていく一方、米国の自動車メーカーはオイルショック以降も事実上のカルテルを続けることで競争とは無縁のぬるま湯につかった経営を続け、研究開発・設備投資に前向きでなかったこと（特に日本などが得意とする米国内では利益率の低い2,000 cc前後以下の小型車の開発）が新開発技術の進展やフィニッシュなどの出来栄えで、日本車との逆転現象を生み、1980年代初頭に発売されたGMのXカーやクライスラーRボディーなど、国内外で大量販売を目論んだ車種はクレーム社会ならではの問題が生じ、共通化された不具合部品が他車種に波及することで、大規模なリコール問題に発展したことは、特に日本においてアメリカ車=低品質との印象を強くイメージ付ける結果となってしまっている。

### 故障・修理・トラブル
日本では「アメリカ車は壊れやすい」と思われているが、都市間で荒野を長距離移動するアメリカでは故障は命取りになりかねないため、最低限の整備・点検を怠らないかぎりエンジンや駆動系のトラブルは少なく、この部分での信頼性は日本車と変わらない。しかし基本動作に直結しない細かなマイナートラブルは多く、またかつてのイギリス車と同じく部品工具サイズの単位が異なることから始まり、設計思想や部品構成・構造がメーカーまたはブランドごとの伝統的思想に基づいているなど、技術的対応に専門知識が必要なことも多く、整備を正規販売ディーラーかアメリカ車の整備が可能な業者（両者とも数が少ない）に依頼せざるを得ない事例も多く、日本でアメリカ車を乗る場合には若干の注意が必要であった。なお、近年では部品ごとアッセンブリー交換で対応するケースが増えている。
フォード・GM・クライスラーは同じアメリカ車でありながら、車作りの長い歴史伝統や設計思想が異なるためか、一概に同国車とは思えないほど車作りが細部にわたり異なっている。そのため日本では、それぞれのメーカーブランドを得意ないし専門とする整備業者が育っていき、どのアメリカ車整備業者に持ち込んでも大丈夫という訳にはいかず、また、修理完了まで数か月以上を要することも珍しくなかった。
メーカー内のブランドの独立性が高かった1960年代までは特に顕著で、オールズモビルあるいはキャディラックを得意とする業者が、シボレーの車種お断りといったケースが起こりえた。加えて、マイナートラブルを完治できない状態でユーザーに返却されることがしばしばあり、ユーザーと業者との間でクレームの応酬に繋がり、マイナートラブルに嫌気をさした多くのユーザーがアメリカ車を手放していった。
1990年代初頭の円高の頃には、多くの中古アメリカ車が輸入されたが、オドメーターを巻き戻したり、スクラップ同然の安い車や水没車などを軽く手直して利益を稼ごうとしたり、警告灯の配線を切ったり等ずさんな整備が公然化していたことがユーザー間に知れ渡り、これらは結果的としてアメリカ車の悪評に拍車を掛けた。
他にも長距離をほぼノンストップで運転することが多いアメリカと異なり、頻繁に信号や渋滞によるストップ・アンド・ゴーを繰り返す日本の交通事情、小回りが要求される細い道路や曲がり角が多い道路事情、雨が多くサビや電気系統トラブルを起こしやすい高温多湿な環境等、対策の施されていないアメリカ車は、総じて日本で使うには相性が良いとはいえない。

### 中古車市場
かつては、日本では中古車の下取り査定がきわめて低かった。これはセダンは一部の金持ちや反社会的勢力の乗りもの、スポーツタイプはプロスポーツ選手や芸能人の愛車という、きわめて維持に金がかかる乗り物としてのイメージが増殖してしまい、大衆人気は低く流通市場が整備されていないことに加え、モデルイヤー制にも原因がある。
一部の高級車を除き、1970年代以前の米車は毎年のようにモデルチェンジを行っていた。4年でフルモデルチェンジ、2年でビッグマイナーチェンジ、1年でフェイスリフトを行うのが通例となっていた（ちなみに、これは日本車においてもフルモデルチェンジは4年、マイナーチェンジは2年というサイクルの定着を促した）。毎年デザインが大幅に変わることで、1年経てば型遅れモデルとなり陳腐化を招くこととなる。これが中古車の販売上不利に働き、また大型米国車がかつて持っていた反社会的なイメージも増幅要因となり、中古車購入者層である大衆層に受けは悪く、下取査定は新車販売価格に比べ低いものとなっていた。
近年では、そういった問題や信頼性の面でも変更や改善が著しく、また個性を尊ぶ文化の発達からもかつてのような現象は見られなくなり、やや古い型に至っては欧州車以上のプレミアム価格で取引されるようになっている。ただしこれは日本に限らず米国本土や欧州ではさらに顕著である。
日本国内での新車と中古車の違いは日本国内で登録つまりナンバープレートをつけたことの有無によるもので、使用歴や製造後の経過年数のことではない。本国で相当の走行距離を有する車も、日本国内に輸入され初回の登録を受けると新車として扱われる。したがってアメリカ車の品質問題は、メーカーによる欠陥というよりも本国で使用歴にある車が日本国内で新車扱いされてしまうことによる消費者の誤解によることにも由来している。
新車販売比率が高い欧州車の方が、日本における新車中古全体の外国車率では高い。
また、ビッグスリーが日本向けの右ハンドル仕様を、なかなか作らなかったことも日本でのシェアのび悩みの原因になっていた。ビッグスリーは、同じ左側通行国でも、イギリスに対してはボクスホール、オーストラリアに対してはホールデンやフォード・オーストラリアなどを展開することで、現地市場への適合とシェア確保を図っていた。特にオーストラリア市場向けには、アメリカ仕様車をベースとして右ハンドルの専用車種を開発していた。
中にはマツダ・ロードペーサーや三菱・クライスラーシリーズといった車種で、日本メーカーへOEM供給されているケースもある。しかしビッグスリー自体は、日本市場に対しては基本的にアメリカ仕様車を若干の仕様変更をしただけでそのまま展開するという手法を取っていた。
逆に欧州車は、そもそも輸出への取り組みが強いため、日本市場に対しても右ハンドル仕様車を展開していきシェア拡大していった（一部の左側通行の国では、そもそも左ハンドル車そのものが禁止の国もある）。現在はアメリカ車でも日本向け右ハンドル車を生産・販売するようになっている。C8コルベットや現在のジープ（全車）はその典型である。

### チューニングやレストア

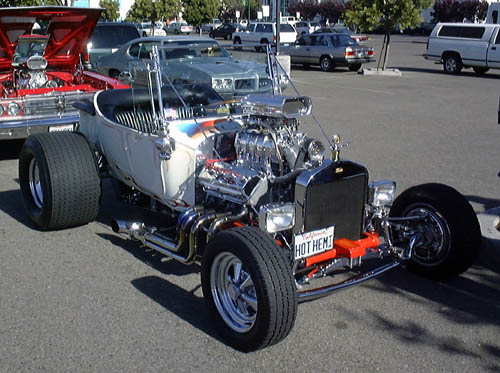
T-バケット・スタイルのホットロッド。日本ではこのようにエンジン形式や車体寸法が極端に変わるなど、ほぼ新規に車両を製作するのに等しい改造は事実上不可能に近いが、アメリカではボディ形状を鋼板の再接合や板金処理で極端に変更するLeadsledなどと共にごく普通に行われている。こうした車両の製作技術はフレーム接合・修正技術の発展をも促してゆき、アメリカではよほど大きな事故にならない限りその車両がトータルロス（廃車解体）に至ることは少なく、比較的近年の車両であってもフレームを二個一、三個一した極端に大きな修復歴のある中古車が販売されることも珍しくはない。

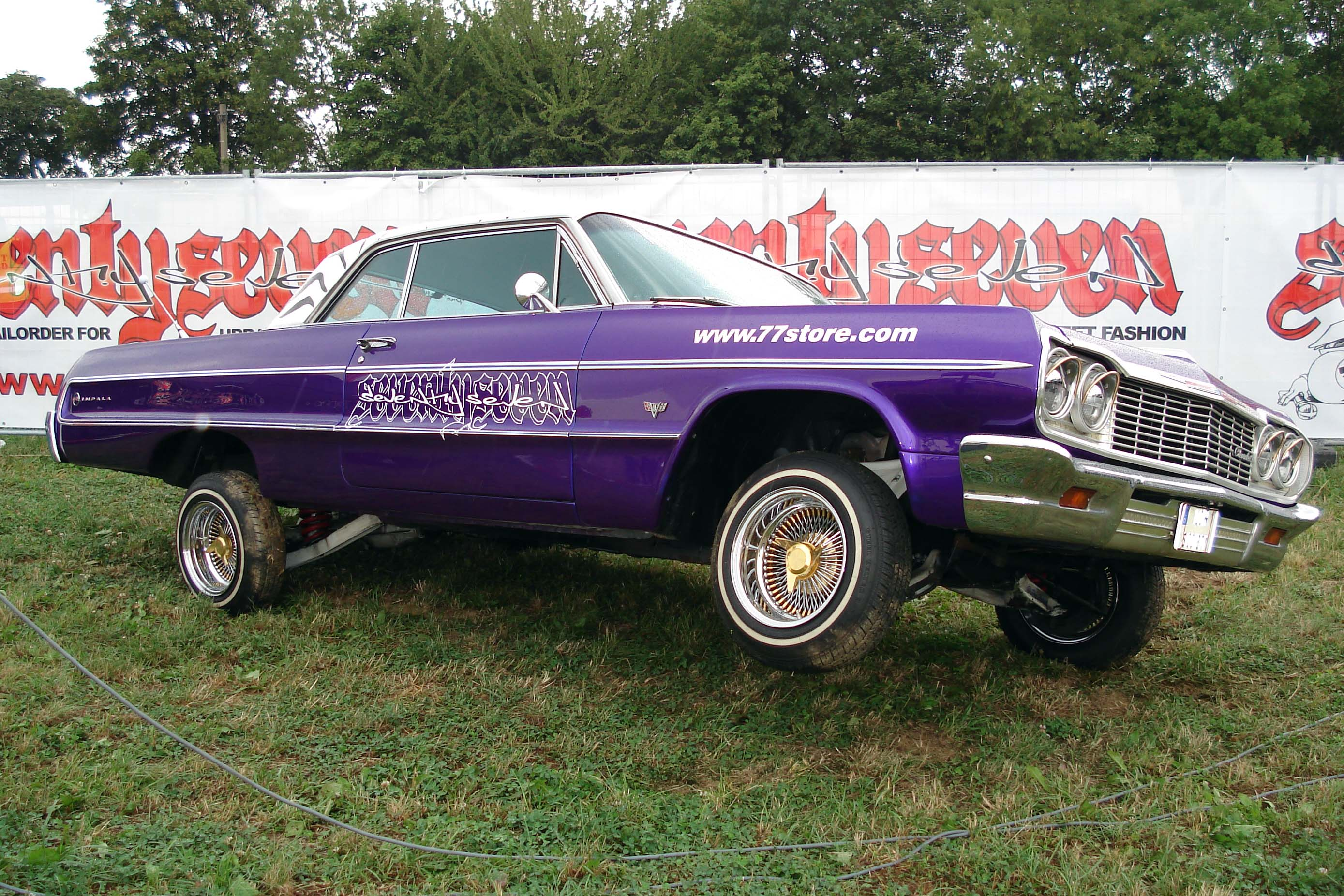
ローライダー仕様のシボレー・インパラ

日本では1970年代以降盛り上がったチューニングカーは、アメリカ車においては戦前から戦後間もない頃からすでに非常に盛んに行われるようになっていた。古くはフォード・モデルTなどの黎明期の自動車に1950〜1960年代のV8エンジンを搭載するホットロッドなど、日本では車検制度上およそ不可能とも思えるような改造も頻繁に行われていた。

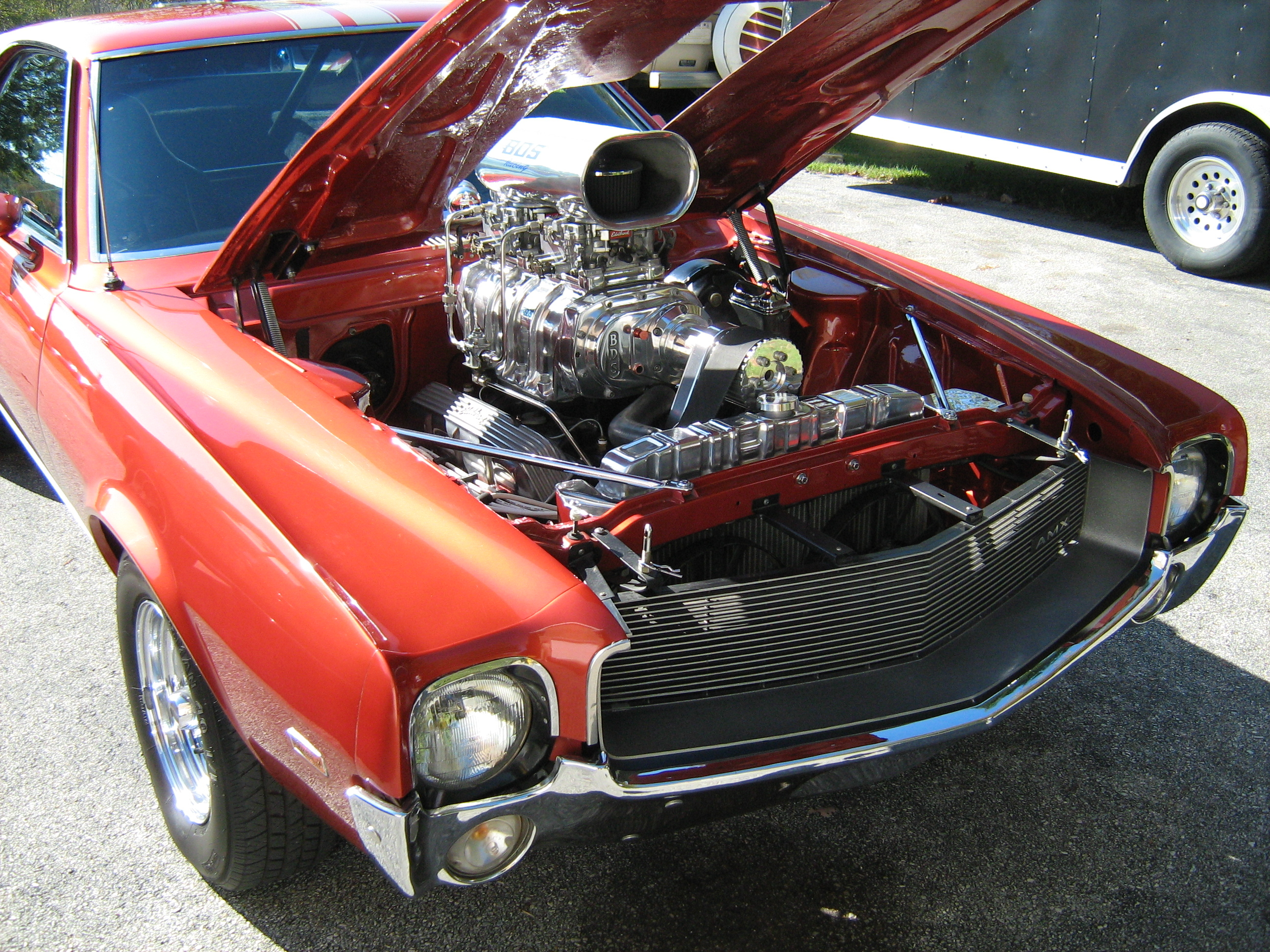
1968年式AMC・AMXのホットロッド・ドラッグレース仕様。大排気量V8エンジンにボンネットからはみ出す程の巨大なスーパーチャージャーとエアスクープ付きダウンドラフトキャブレターを積み重ねたシルエットは、ある意味典型的なアメリカ車のカリカチュアともなった

また、アメリカ車に多いOHVのV8エンジンは長い期間基本構造が変わらなかったことから、1970〜1980年代の排気ガス規制により性能が低下したエンジンでも、排気ガス対策機器を取り外してキャブレターやカムシャフトを交換し、場合によってはスーパーチャージャーなども取り付けることで、容易に1960年代のフルパワーを取り戻すことが可能であった。日本では車検での排気ガス対策装置の厳しい検査体制により、規制対応後の車両を規制前のスペックに戻すことは非常に難しいとされているが、アメリカではスモッグチェック制度が存在するカリフォルニア州を除いては、連邦政府にこのような法的な強制力を持った検査制度が存在しないため、比較的安価なキャブレターを用いたプライベートでのチューニングはある意味当然のように行われている側面があった。

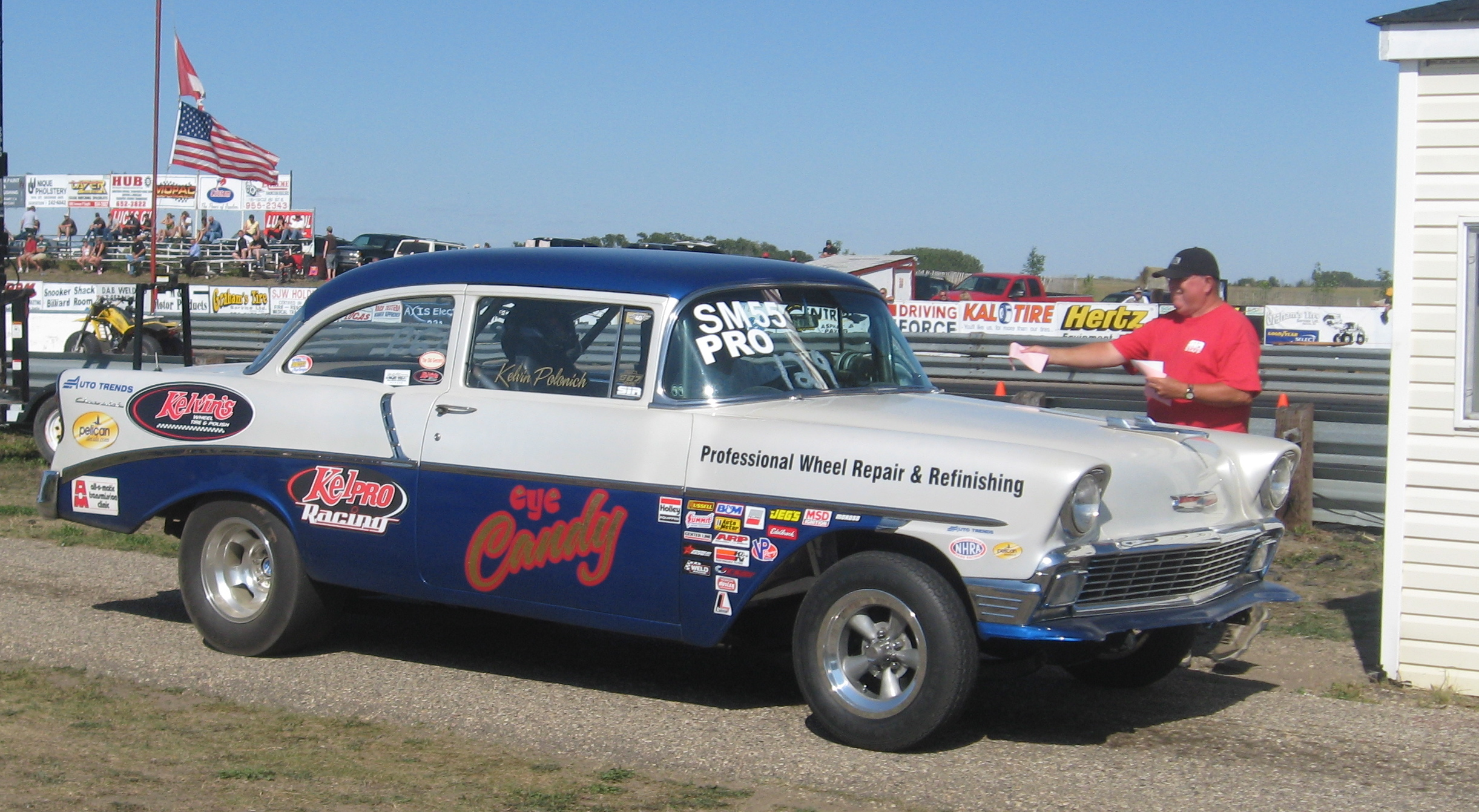
1956年式シボレー・ベルエアのガッサースタイル・ドラッグレース仕様。スポーツキャブレターや機械式燃料噴射装置などに換装し、巨大なリアスリックタイヤを装備するために、リアアクスルをトラック用に交換している

法規制の緩さは多くのチューニングパーツメーカーを生み出し、独創的なチューニングメニューを多数生み出す原動力ともなった。その代表例が日本では1980年代終盤に開発されたエンジンよりようやく採用が始まったローラーロッカーアームであり、高性能なダウンドラフトキャブレターやハイカムと組み合わせることで、日本の一般認識では考えられないほどのスムーズでパワフルな回転を、日本の常識では旧態依然としているはずのOHV V8エンジンで実現することができたのである。また、ナイトラス・オキサイド・システムなどの本来は自動車産業以外の分野で使用されていた技術を自動車のチューニングメニューに持ち込むことで、さらなるパワーアップを容易に実現できるようにもなった。アメリカの草レースとして発展してきたドラッグレースやストックカーレース文化もこうした改造を後押しした。ボンネットからはみ出す程の巨大なスーパーチャージャーと、その強大なパワーを受け止めるために後車軸をトラック用の頑丈なリアアクスルに交換して巨大なリアスリックタイヤを装備するガッサーと呼ばれるスタイルも、アメリカ車のエンジンやドライブトレーン部品の互換性の高さと法規制の緩さゆえに産まれたスタイルの一つである。
社会的環境と世界を先取りした規制の自由化のため、またメーカーが率先して出力向上プログラムを販売オプションとするなど、エンジンサスペンションを始めとしたモディファイ（チューニング）は各国に例を見ないほどユーザーに普及した。その技術の熟成は数十年にわたって続いたせいで、DOHC化せずとも高回転を可能にする技術や過給機を不要とする大排気量ともあいまって、ことモディファイに関しては日本をはじめとした比較的小排気量エンジンを生産するメーカー、およびその俗に言うチューニング業者のトレンドとは異なるものとなった。
特に1980年代、次々とDOHC、DOHCターボ、4バルブ化など、小排気量エンジンの高出力化を推し進めた日本車に比べると、アメリカ車を製造するメーカーおよび、ショップの技術革新が遅れているかのような印象を巷間あたえることもあるが、実際はエンジンの課税基準に事実上の大きな規制がかけられていた日本車だけが、世界的に見て突出していた（1990年代に入っても、ポルシェでさえSOHCの時代であり、BMW、メルセデス・ベンツでさえ、DOHC化は1990年代以降であった）。
ちなみに、ダウンサイジング、コンパクト化が進んだ1980年モデルでは、SOHCターボを搭載したモデル(フォード・マスタング・コブラターボ)も登場している。アメリカ車の歴史においては、1980年代はビッグスリー各社とも突出して直列4気筒の開発に力を入れた時期であり、GMアイアンデューク・エンジン、クライスラー・Kエンジン、フォード・ピント・エンジンなどの直列4気筒が、クライスラー・Kプラットフォームに代表される前輪駆動シャーシのラインナップに広く採用され、80年代半ば以降はフォード・YBエンジンやクライスラー・TCエンジン、GMクワッド4エンジンといったDOHCやターボエンジンがフラッグシップモデルに採用されるようになっていった。コンセプトカーでは、1981年の時点で2.2L直4DOHCツインターボをミッドシップで搭載し、空力を重視したカムテールデザインを採用して最高時速310km/hオーバーを記録したダッジ・M4Sの様な技術的到達点に達していた。
そしてこれらの技術的成果を下敷きに、1990年代初頭には、GMノーススターエンジンなど各メーカーとも新世代のV型8気筒やV型6気筒エンジンを開発し、今日に至っている。日本ではステレオタイプ的にアメリカ車となると、1990年代前半でさえすでに古い情報と化していた伝説がいまだに当たり前のように流布しているが、2000年代からはMPIはじめコンピューター制御も普及し、さらに日本のレベルを上回るMSDなどの点火制御システムさえその世界ではポピュラーなものとなっている。一方で、プライベートビルダーでも比較的安価に取り組め、さらに最新鋭の技術にも対抗できるトラディッショナルなオールドテクノロジーにも大変人気があり、大きな需要があるのも米国という市場の特性である。
ペンスキーやチップ・ガナッシなど、NHRAやNASCARなどのキャブレターやキャブターボ、有鉛ガソリンといった昔ながらの技術で成立するカテゴリーと、インディカーやチャンプカーなどのF1にも劣らない最先端技術を駆使したカテゴリーの両方を手がけるチューニングガレージも数多く存在し、こうした両極端な車両が同じオーバルコースやパーマネントコース内を舞台にレースを行うのがアメリカ車の自動車技術の奥深さでもある。
- リプロダクションパーツ(社外補修部品)の普及

アメリカ車は、モータリゼーションの波が世界に先駆けて押し寄せ巨大な市場が形成されたこと、その現在ではオールドテクノロジーと化した分野でも長年熟成が進み、最新被術にも引けをとらない発展のおかげもあって人気があり市場を形成していること、自動車メーカーと部品メーカーの法的な関係が他国とは異なること（廃番モデルの部品供給義務が日欧にくらべ非常に長い）から、自動車メーカーではすでに採用が終了した部品を部品メーカーが独自に生産して一般販売するリプロダクションパーツ市場が比較的早い時期から形成されていた。
その最も極端な例がオートバイのハーレーダビッドソンであり、たとえ戦前モデルであってもほとんどの部品がリプロダクションパーツとして存在するため、最悪な保存状態でもフレームとエンジンブロックさえ残っていれば、リプロダクションパーツのみで元通りにすることができるとさえ言われている。車種によってはボディシェルやモノコックと言った、新品のボディそのものまでもがレストア用に販売されていることもある。
- 日本に持ち込まれたアメ車カスタムの文化

日本でのアメリカ車のチューニングは車検による法規制が非常に厳しいゆえに、アメリカ本国のようなホットロッドやガッサー仕様を日本国内でそのまま再現することは非常に難しい。
そのため、日本のチューニングショップでのアメリカ車の改造は、もっぱら外装をドレスアップする方面に傾倒していった。中でも人気が高い改造メニューはローライダーと呼ばれるスタイルであり、日本国内でも小径タイヤとハイドロリックサスペンションで車高を極端に調整可能なアメリカ本国と同様の仕様をしばしば目にすることが可能である。アメリカ本国でのドレスアップスタイルが日本のドレスアップ市場に与えた影響は大きく、車体側面に木目調パネル貼り付け（或いは塗装）を施すWoodieや、巨大なエアロパーツで車体全体をドレスアップするバニングやVIPカーなどもアメリカ車のドレスアップ手法の影響を受けたドレスアップメニューの一例である。

### 投資の対象として
アメリカ本国特有の事情として、販売当時あまり人気のなかった車両やグレードであっても、今日極めて現存数の少ないものについては、投資の対象として非常に高い値段で取引が行われることがある。
特にコーションプレートの表記と車体塗装、エンジンおよび変速機種別とフレーム番号、オプションパッケージの類が全て製造当時のまま一致しているナンバーマッチングの車両については、自動車オークションなどにおいて数十万ドルから100万ドルに迫る価格で落札されることも珍しいことではない。こうした車両をできるだけ当時のまま維持し続ける意味でも、補修部品マーケットが非常に充実しているのである。

## 現在・過去のメーカー・ブランド
- ゼネラルモーターズ（GM）
  - キャデラック
  - ビュイック
  - シボレー
  - GMC
  - ハマー（2010年廃止、2020年にGMCへの統合を発表、2022年復活。）
  - ポンティアック（廃止）
  - サターン（廃止）
  - オールズモビル（廃止）
  - ジオ（廃止）
  - ラサール（廃止）
  - オークランド（廃止）
  - エルモア（廃止）
- フォード・モーター（FoMoCo）
  - フォード
  - リンカーン
  - マーキュリー（廃止）
  - エドセル（廃止）
  - メルクール（廃止）
- ステランティス（旧フィアット・クライスラー・オートモービルズ）
  - クライスラー
  - ジープ
  - ダッジ
  - ラム
  - プリムス（廃止）
  - イーグル（廃止）
  - インペリアル（廃止）
  - デソート（廃止）
  - AMC（廃止）
  - カイザー（廃止）
  - ジェフリー（廃止）
  - ナッシュ（廃止）
  - ハドソン（廃止）
  - エセックス（廃止）
  - ランブラー（廃止）
- パッカー
  - ケンワース
  - ピータービルト
- テスラ
- ルシード
- チェッカー（廃止）
- デロリアン（廃止）
- （新）デロリアン（上記の権利を取得し、復活）
- ウィリス・オーバーランド（廃止。ジープブランドのみステランティスで継続）
- モスラー（廃止）
- リビアン
- デューセンバーグ（廃止）
- タッカー（廃止）
- パッカード（廃止）
- スチュードベーカー（廃止）
- リッケンバッカー（廃止）
- オールステート（廃止）
- サリーン
- シアーズ（撤退）
- AMゼネラル
- サイオン（廃止、トヨタ系のため厳密にいうと日系）
- ジャクソン・オートモービル・カンパニー（廃止）
- SSCノースアメリカ
- アメリカン・ラフランス（倒産）
- ウェスタン・スター・トラックス
- クッシュマン
- チゼータ・オートモービルUSA
- スクーデリア・キャメロン・グリッケンハウス
- デュポン（撤退）
- ナショナル・モーター・ビークル（廃止）
- インターナショナル・モーターズLLC（トレイトン傘下）
- パウエル自動車（廃止）
- パノス
- ピアース・アロー（廃止）
- ブラッシュ（廃止）
- フレイトライナー・トラックス（ダイムラー・トラック傘下）
- プレイボーイ（廃止）
- ベクター（廃止）
- ポラリス
- マック・トラックス（ABボルボ傘下）
- リーマントライク
- ルーテンバー・モーター・カンパニー（廃止）
- レオ（廃止）
- ローカルモーターズ（廃止）
- フィスカー・オートモーティブ（英語版）